# Panaxia fulgida
Panaxia fulgida är en fjärilsart som beskrevs av Charles Oberthür 1896. Panaxia fulgida ingår i släktet Panaxia och familjen björnspinnare. Inga underarter finns listade i Catalogue of Life.